# Salsola melitensis
Salsola melitensis ist eine Pflanzenart aus der Familie der Fuchsschwanzgewächse (Amaranthaceae), ein wichtiges und häufig zu findendes Synonym ist Darniella melitensis. Die Art ist ausschließlich auf Malta heimisch.

## Beschreibung
Salsola melitensis ist ein dichter Strauch, der Wuchshöhen bis zu 2,50 Meter erreicht. Die sukkulenten Blätter sind klein, ebenso wie die unscheinbaren Blüten. Blütezeit ist im Sommer. Die Früchte tragen jeweils nur einen Samen, der durch den Wind verbreitet wird.

## Verbreitung
Die Art ist ausschließlich auf Malta heimisch, wo sie auf Kliffen und felsigen Hängen nahe der See zu finden ist. Die Art ist dort häufig und weitverbreitet.

## Systematik
Salsola melitensis wurde 1976 von Wiktor Petrowitsch Botschanzew erstbeschrieben, der Artname „melitensis“ verweist auf Malta (lat. „melita“), 1984 wurde die Art in die Gattung Darniella gestellt. Nach molekulargenetischen Untersuchungen ging die Gattung Darniella und damit auch Darniella melitensis jedoch wieder in Salsola auf.